# 화대 (성매매)
화대(花代)는 고객이 창녀에게 성매매의 대가로 지불하는 돈이다. 대한민국에서는 모든 성매매가 불법이므로 모든 화대도 불법에 해당한다. 따라서 대부분의 화대는 현금으로 거래한다. 또한 접대부들이 고객에게 술접대후 2차로 성매매를 하는 경우 받는 돈도 화대라 한다 대한민국에서 성매매는 법의 보호대상이 아니므로 화대는 공정거래법, 소비자법의 적용대상이 아니다.

## 판례
포주의 불법성이 윤락녀의 불법성보다 현저히 크므로 화대의 소유권이 여전히 윤락녀에게 속한다고 보여지므로 횡령죄를 구성한다